# Какорток
Какорток, раније Јулианехоб (гренл. Qaqortoq и дан. Julianehåb) је град и административно седиште општине Кујалек. Са 3.229 становника према попису из 2013. године, трећи је град по величини данске територије Гренланд. Основан је 1774. године и његово име у преводу значи „бео“.

## Историја
Подручје око Какортока је насељено још у праисторији. Најранији трагови присуства становништва су од Сакакак културе пре око 4.300 година. О томе сведоче археолошки налази. Затим следи Дорсет култура која се на овим просторима појављује пре 2.800 година.
Историја Јужног Гренланда почиње са доласком Нордијаца. Рушевине њиховог насеља налазе се 19 km североисточно од Какортока. Они су се на овим просторима задржали до XV века. Последњи писани траг о присуству нордијаца је једно венчање у цркви Хвалсејарфјорд (Hvalseyjarfjord) 1408. године. Истовремено у XII веку у јужни Гренланд је стигла Туле култура, народа Инуита. Међутим, постоји мало доказа о повременим контактима два народа.
Данашњи град је у име Генералног–трговинског предузећа основао 1774. године Данско-норвешкки трговац Андерс Олсен. Граду је дато име Јулианехоб по данској краљици Јулијани Марији. Постао је познат по трговини Гренландским фокама.
До 31. децембра 2008. године, град је био административни центар општине Какорток. Од 1. јануара 2009. године, Какорток постао административни центар општине Кујалек, пошто су општине Какорток, Нарсак Нанорталик престали да постоје као административне јединице и спојили се у једну општину.

## Клима
У Какортоку влада поларна клима, са хладним и снежним зимама и хладним летима. Јужни део Гренланда не доживљава пермафрост (не леди).

## Саобраћај
Као и код свих насељених места на Гренланду, ни Какорток није повезан путевима са било којим другим местом. Да би се дошло до других града потребна су теренска возила, а зими моторне санке.
Хелиодром Какорток ради током целе године. Повезан је директно аеродромом Нарсарсуак, а затим индиректно са остатком Гренланда и Европе. Постоје планови да се аеродром оспособи за веће авионе, чиме би се омогућили летови ка Исланду и источној Канади. Тиме би уследио економски раст целог јужног Гренланда.
Луком управља компанија Royal Arctic Line која трајектима повезује насеља. Лука може да прими бродове до 150 m дужине. У луци се могу видети и Реморкери.

## Економија и инфраструктура
Као лука, У какортоку важну улогу игра трговина. Риболов, обрада крзна, одржавање и поправка бродова играју важну улогу у економији града, поред образовања и државне службе. Економија зависи од трговине кожом Гренланских фока. Какорток доста зависи од инвестиција из Данске. Од производа из Какортока, 70,1% су пласирани на данско тржиште.
Незапосленост на југу Гренланда према подацима из 2010. године је 10,4%, што је за 1,2% већа у односу на 2009. годину. За раднике рођене ван Гренланда незапослености је 0,1%. Болница је главна медицинска установа у јужном Гренланду. Запошљава 59 особа и има 18 кревета. Три села:Екалугарсуит, Сарлок и Кассмиут спадају у надлежност ове болнице. У случају ванредне ситуације болесници се посећују преко мора или хеликоптерима.
Какорток је главни центар за образовање у Јужном Гренланду. Има основну, средњу и вишу школу.

## Туризам
Туризам даје значајан допринос привреди града. Око две трећине свих туриста (65,5%) су из Данске. Постоји неколико објеката који нуде смештај, укључујући и Хостел Какорток. Музеј пружа услуге на гренландском, данском, и енглеском језику. Туристима се нуде током целе године активности као што су: кајак, планинарење, посматрање китова, скијашко трчање и пловидбу. Са просеком од 1700 туриста годишње, Какорток је доживео пад туристичког прихода. Наквећи разлог је недостатак аеродрома у близини града. Данска краљевска породица је посетила град у склопу посете Гренланду у лето 2014. године.

## Демографија
Са 3.229 становника према попису из 2013. године, Какорток је највећи град у општини Кујалек. Број становника није битно измењен у односу на попис из 1995. године. По последњем попису, 10% становника града су рођени ван Гренланда.

## Побратимљени градови
- Орхус

## Галерија
- Какорток ноћу
- Какорток лети
- Магла у Какортоку
- Кућа у Какортоку